# レーヴァ
レーヴァ（独語：Röwa）は、かつてドイツに存在した鉄道模型メーカーである。
射出成型技術を駆使した製品を比較的安価に供給していたが、1975年に倒産している。

## 歴史
Willy Adeによって1959年に設立された。それまでに既にWIAD (“Willy Ade“)のラベルをつけた精密なプラスチックキットが市場に出回っていた。
Willy AdeとRöchlingによって1961年、トリックスの下請けとして仕事を始めた。社名はこの2人の名前の頭文字に因む。ニュルンベルクの伝統的な会社と競争するには板金や鋳造よりもプラスチック成型の方が有利であることを認識してプラスチックで製造しドイツ初の機関車であるアドラー号とVT 08、オランダ国鉄のELDをトリックスに供給した。急行列車の客車は長さ方向のみ1:110でショーティーにした。
1967年から1968年により高品質のシリーズの生産を始め、蒸気機関車のT3を細密仕様で供給した。最初のフルスケールモデルである。Adesはトリックス向けの直流2線式の模型に専念することを計画した。
製品は従来のトリックスの製品と互換性があったが、スケールどおりの長い客車列車は伝統的なシステムと相容れられないとしてトリックスから拒絶され、1968年独自のブランドで製品を供給し始めた。